# Ragnvald Utne
Ragnvald Utne (født 22. juni 1887, død ukendt år) var en norsk arkitekt. Utne tegnede en række stationsbygninger, mens han arbejdede for NSB Arkitektkontor: Sandvika (ny bygning opført 1919, nedrevet), Lunde (sammen med Gudmund Hoel, opført 1920), Asker (ny bygning opført 1921, nedrevet 1957), Bø (sammen med Gudmund Hoel, opført 1922), Svenseid (sammen med Gudmund Hoel, opført 1922), Skien (sammen med Gudmund Hoel og Gerhard Fischer, opført 1920) og Høvik (ny bygning opført 1920, nedrevet 2013).
I 1920 udvandrede han til Argentina, hvor han fortsatte sit virke som arkitekt.